# Anna Häfele
Anna Häfele, née le 26 juin 1989 à Bad Arolsen, est une sauteuse à ski allemande.

## Biographie
Anna Häfele pratique d'abord le ski de fond, puis opte pour le saut à ski à l'âge de dix ans sur les pas de son frère. Elle commence le saut à ski de compétition au haut niveau en 2003 et représente le club SC Willingen. 
Elle fait ses premiers pas dans la Coupe continentale, plus haut niveau féminin à l'époque en 2005. Dans cette compétition elle obtient son premier podium en août 2008 à Bischofsgruen et ses deux premières victoires à Park City en décembre 2008. 
En 2009, elle devient vice-championne du monde junior en Slovaquie et prend la huitième place des Mondiaux de Liberec chez les seniors. Deux ans plus tard, elle est sélectionnée pour les Championnats du monde à Oslo, où ne prend que le 35e rang. Ensuite, elle participe à la première édition de la Coupe du monde en 2011-2012, où elle arrive à entrer plusieurs fois dans les points. En 2013-2014, elle figure deux fois dans les dix premières, d'abord à Hinzenbach où elle se classe neuvième puis à Planica avec une huitième place.
Elle prend sa retraite sportive à l'issue de la saison 2014-2015.

## Palmarès

### Championnats du monde
| Épreuve / Édition | Liberec 2009 | Oslo 2011 |
| Individuel        | 8e           | 35e       |

### Championnats du monde junior
| Épreuve / Édition | Kranj 2006 | Zakopane 2008 | Strbske Pleso 2009 |
| Individuel        | 15e        | 5e            | Argent             |

### Coupe continentale
- Meilleur classement général : 6e en 2009 et 2014.
- 7 podiums dont 4 victoires.

### Coupe du monde
- Meilleur classement général : 16e en 2012.
- Meilleur résultat : 8e.

#### Classements généraux annuels
| Année | Rang |
| 2012  | 16e  |
| 2013  | 50e  |
| 2014  | 23e  |
| 2015  | 35e  |

### Championnats d'Allemagne
- Championne en individuel en 2011.